# The Blue Elephant
The Blue Elephant (hebraico: הפיל הכחול) é uma banda de rock israelense de Ashkelon, fundada em 2005.

## História
Em 2005, Liron Atia sofreu paralisia na parte inferior do corpo após um grave acidente de snowboard. Durante sua hospitalização, seus amigos o visitaram e começaram a compor músicas e cantar juntos, acompanhados de violão. Após sua recuperação, os músicos decidiram formar uma banda. Durante sua reabilitação, Atia precisou tomar regularmente uma pílula azul, o que acabou inspirando o nome da banda. O termo em inglês "blue pill" é um trocadilho: a palavra inglesa "pill" soa exatamente como a palavra hebraica פִּיל (pronuncia-se "pil"), que significa elefante.
Na mesma época, Daniel Barkat, primo de Atia, de Ma'alot Tarshiha, no norte de Israel, juntou-se à banda como vocalista. Em 2006, a banda se apresentou pela primeira vez em Ashkelon pelo selo independente Kolya Records e começou a gravar seu álbum de estreia. Itay Sahar tornou-se produtor e arranjador, contribuindo para o desenvolvimento do som rock da banda. Ao mesmo tempo, a banda continuou a tocar em Ashkelon e por todo o Israel.
Em 2009, a banda lançou três singles. No entanto, os dois primeiros receberam pouca transmissão nas rádios. Em maio de 2009, seu álbum de estreia, Above the Water, foi lançado pelo selo Hashimi. O terceiro single, Yasmin (hebraico: יסמין), permaneceu nas paradas do programa de rádio Galgalatz por 13 semanas. O canal de notícias Channel 2 exibiu uma reportagem sobre a banda. Em setembro de 2009, a banda ficou em terceiro lugar na categoria "Banda do Ano" na lista anual Galgalatz 2009 e também foi eleita a Banda do Ano pelas rádios locais Kol Negev e Kol Netanya.
Em fevereiro de 2012, a banda lançou seu segundo álbum e outro single em agosto de 2015. Em novembro de 2017, a banda iniciou o projeto Headstart.  Em março de 2018, a banda lançou seu terceiro álbum e posteriormente o postou no YouTube. Em 2021, a banda lançou mais singles, alguns com videoclipes, e em 16 de fevereiro de 2023, seu quarto álbum.
Em 7 de fevereiro de 2024, eles tocaram uma versão tributo da música Kalaniyot do T-Slam (hebraico: כלניות, alemão: Anemones), que dedicaram ao iniciador do festival, Ofir Libstein, que foi morto no ataque terrorista do Hamas em 7 de outubro de 2023.

## Membros da banda
- Liron Atia – gaita, voz, produção musical
- Gilad Levy – vocais, baixo (até 2010), violão
- Itay Sahar – guitarras, produção musical
- Moran Atia – guitarras, voz
- Nir Maayan
- Raz Toubol – bateria
- Erez Baram – Guitarras

## Ex-membros
- Daniel Barkat (2005-2010) - voz